# Kokkaffe

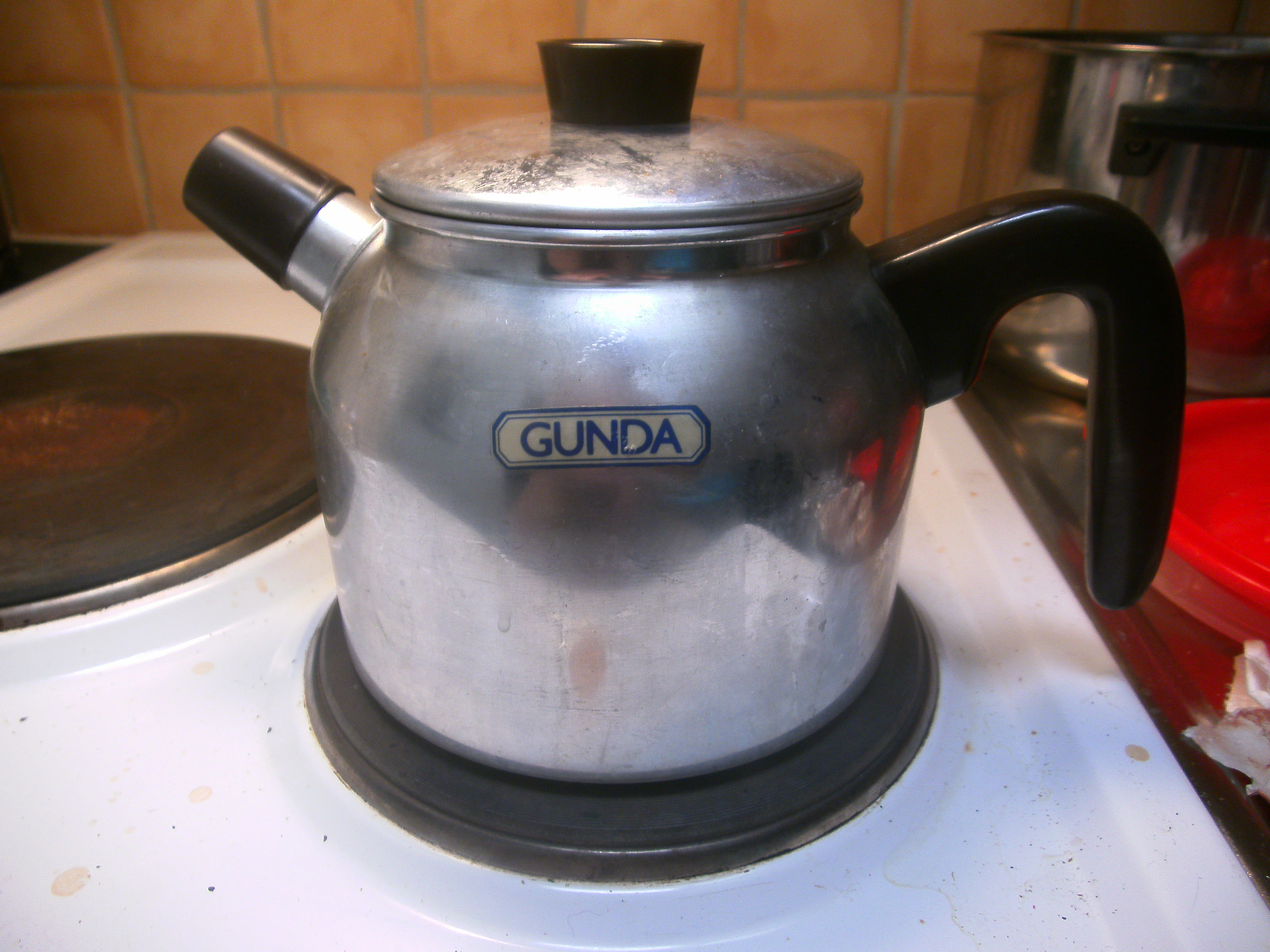
”Vissel-Johanna”, klassisk kaffepanna för kokning av kaffe. När kaffet börjat koka avger pannan ett pipande ljud.

Kokkaffe är kaffe tillagat med en klassisk metod där vatten tillsammans med grovmalet kaffe kokas upp i exempelvis kastrull eller kaffepanna. Tidigare var detta det vanligaste sättet att tillaga kaffe på i Sverige, men senare har bryggning tagit överhand. På senare år har dock kokkaffet blivit vanligare igen. I en kaffebutik i Göteborg hade försäljningen av kokkaffe tredubblats under åren 2011-2014.
Under 1700-talet dracks kaffe främst bland överklassen, men under 1800-talet började även bönder i Sverige att dricka kokkaffe.
Kokkaffe säljs ofta i en ljusare rostning än bryggkaffe.